# Lytarmes fasciatus
Lytarmes fasciatus là một loài tò vò trong họ Ichneumonidae.